# Iljinskij Pogost (stacja kolejowa)
Iljinskij Pogost (ros. Ильинский Погост) – węzłowa stacja kolejowa w miejscowości Iljinskij Pogost, w rejonie oriechowsko-zujewskim, w obwodzie moskiewskim, w Rosji. Położona jest na Wielkim Pierścieniu Kolei Moskiewskiej, który rozdziela się tu na dwie linie.
Stacja powstała w czasach carskich, jako stacja krańcowa linii z Oriechowa.